# Underwood (Dakota del Nord)
Underwood és una població dels Estats Units a l'estat de Dakota del Nord. Segons el cens del 2000 tenia 812 habitants.

## Demografia
Segons el cens del 2000, Underwood tenia 812 habitants, 323 habitatges, i 229 famílies. La densitat de població era de 352,3 hab./km².
Dels 323 habitatges en un 27,2% hi vivien nens de menys de 18 anys, en un 61,9% hi vivien parelles casades, en un 7,4% dones solteres, i en un 28,8% no eren unitats familiars. En el 27,6% dels habitatges hi vivien persones soles el 14,6% de les quals corresponia a persones de 65 anys o més que vivien soles. El nombre mitjà de persones vivint en cada habitatge era de 2,35 i el nombre mitjà de persones que vivien en cada família era de 2,85.
Per edats la població es repartia de la següent manera: un 20,9% tenia menys de 18 anys, un 6% entre 18 i 24, un 20,7% entre 25 i 44, un 29,6% de 45 a 60 i un 22,8% 65 anys o més.
L'edat mediana era de 46 anys. Per cada 100 dones de 18 o més anys hi havia 89,4 homes.
La renda mediana per habitatge era de 35.250 $ i la renda mediana per família de 47.578 $. Els homes tenien una renda mediana de 39.375 $ mentre que les dones 18.611 $. La renda per capita de la població era de 17.916 $. Entorn del 7,1% de les famílies i l'11,7% de la població estaven per davall del llindar de pobresa.

## Poblacions més properes
El següent diagrama mostra les poblacions més properes.